# FC Jerevan
FC Jerevan is een Armeense voetbalclub uit de hoofdstad Jerevan.
De club werd in 1995 opgericht als tweede team van Kotajk Abovjan. Datzelfde jaar werd de huidige naam aangenomen en de club promoveerde naar de hoogste klasse en werd daar derde. Die plaats herhaalde het in het volgende seizoen. In 1997 werd de overgang gemaakt van een zomer-lenteseizoen naar een lente-herfstseizoen en kwam er dus een kort seizoen in de herfst van 1997 waarin de club kampioen werd. Ook de volgende seizoenen deed de club het nog goed maar voor het seizoen 2000 trok de club zich terug uit de hoogste klasse en hield op te bestaan.
In 2018 werd de club heropgericht en werd in het seizoen 2018/19 direct tweede in de Aradżin chumb.

## Erelijst
- Armeens landskampioen
  - 1997
- Armeense voetbalbeker
  - finalist 1998

## FC Jerevan in Europa
Uitslagen vanuit gezichtspunt FC Jerevan
| Seizoen | Competitie       | Ronde | Land              | Club                  | Totaalscore | 1e W    | 2e W    | PUC |
| ------- | ---------------- | ----- | ----------------- | --------------------- | ----------- | ------- | ------- | --- |
| 1997/98 | UEFA Cup         | 1Q    | Vlag van Oekraïne | Dnipro Dnipropetrovsk | 1-8         | 1-6 (U) | 0-2 (T) | 0.0 |
| 1998/99 | Champions League | 1Q    | Vlag van Finland  | HJK Helsinki          | 0-5         | 0-2 (U) | 0-3 (T) | 0.0 |
| 1999/00 | UEFA Cup         | Q     | Vlag van Israël   | Hapoel Tel Aviv FC    | 1-4         | 0-2 (T) | 1-2 (U) | 0.0 |

Totaal aantal punten voor UEFA coëfficiënten: 0.0
FA Alasjkert · 
Ararat Jerevan · 
FC Ararat-Armenia ·
BKMA ·
Gandzasar Kapan ·
FC Noah ·
FC Pjoenik Jerevan · 
Sjirak Gjoemri ·
FC Urartu ·
FC Van ·
FC West Armenia